# Monticello Motor Club
De Monticello Motor Club is een racecircuit in Monticello, in de Amerikaanse staat New York.
Het circuit is bedoeld als locatie waar rijke New Yorkers hun snelle of speciale bolides tot het uiterste kunnen testen. Het circuit-complex kent verschillende configuraties, en kan ook in drie onafhankelijke circuits opgedeeld worden. Om van het circuit gebruik te mogen maken is een lidmaatschap van de Monticello Motor Club vereist.

## Ligging
Het circuit is het dichtstbijzijnde circuit voor de stad New York. Tevens ligt het circuit op korte afstand van Monticello Airport, een internationale luchthaven.

## Formule 1
Op 21 mei 2010 werd bekendgemaakt dat het bestuur van het circuit zich heeft aangemeld om een race te organiseren voor het Formule 1-kampioenschap. Volgens geruchten zou een Grand Prix vanaf 2012 mogelijk zijn. Op 26 mei 2010 werd echter bekendgemaakt dat de Grand Prix van Amerika vanaf 2012 ging worden verreden op een nieuw circuit in Austin (Texas). Hiermee werd uitgesloten dat de Formule 1 in de nabije toekomst op het circuit in Monticello actief zou zijn.